# Desastres em 1956
Nesta página encontrará referências aos desastres ocorridos durante o ano de 1956.

## Maio
- Centenas de pessoas morrem por envenenamento com mercúrio na cidade japonesa de Minamata.[1]

## Julho
- 26 de julho - O transatlântico SS Andrea Doria ao colidir com o navio MS Stockholm ao largo de Nantucket (Massachusetts, EUA), naufraga.[2]